# Худжандський філіал Таджицького технічного університету імені М. С. Осімі
Таджицький технічний університет імені М. С. Осімі — вищий навчальний заклад технічного спрямування, що є філіалом провідного технічного вишу Таджикистану Таджицького технічного університету імені М. С. Осімі, розташований у другому за значенням місті країни Худжанді.
У філіалі ТТУ готують інженерно-технічні кадри для текстильної та легкої промисловості, текстильного машинобудування, технології та конструювання швейних виробів та низки інших галузей.

## З історії та сьогодення навчального закладу
Худжандський філіал Таджицького технічного університету імені М. С. Осімі створений згідно з Наказом Міністерства вищої та середньої спеціальної освіти СРСР № 94-01-22210-3 від 8 серпня 1980 року.
У становленні та розвитку філіала активну участь взяли доценти, кандидати наук Н.А. Азізов, Т.С. Саїдходжаєв, Ю.М. Ісаєв, А.А. Акрамов, М.М. Хашимов, В.Г. Худойбердиєв, А.А. Ходжибаєв, професор, д.ф.н. А.Х. Хашимов, к.фл.н., професор А.К. Кадиров, к.т.н., доценти A.P. Разоков, А.А. Ходжиєв, А.Б. Ішматов, М.Х. Хомідов, М.М. Султанова, А.Д. Джалолов, ст. викладачі Н.У. Ях'яєв, С.А. Юстус, Р.Я. Каюмов та інші.
У теперішній час (2000-ні) Худжандський філіал ТТУ має 2 факультети — механічний і технологічний, на яких здійснюється підготовка інженерно-технічних кадрів за 12 спеціальностями та 15 спеціалізаціями. На денному та заочному відділеннях вишу навчаються понад 1 500 студентів, а викладацький колектив становить понад 120 осіб.
До послуг студентів і викладачів філіалу бібліотека, читальна зала, їдальня, створені необхідні умови для навчання та відпочинку. Всі іногородні студенти забезпечені проживанням у гуртожитку.

## Джерело-посилання
- Філіал Таджицького технічного університету на Офіційна вебсторінка університету (рос.)